# Cytochrom b
Cytochrom b bezeichnet eine Gruppe von Transmembranproteinen. Die Vertreter sind in Mitochondrien an der Atmungskette, in Chloroplasten an der Photosynthese oder im Steroidstoffwechsel beteiligt.

## Eigenschaften
Cytochrom b kommt in Eukaryoten und aeroben Prokaryoten in zwei Proteinkomplexen vor, im Mitochondrium im Cytochrom bc1- (synonym Ubichinol-Cytochrom-c-Reduktase) und in Chloroplasten im Cytochrom b6f-Komplex. Weiterhin kommt das Cytochrom b5 in Proteinen der Entgiftung und im Steroidstoffwechsel vor, wo es Redoxreaktionen katalysiert.
Cytochrom b ist in der Atmungskette Bestandteil des Komplex III und dient dem Aufbau der protonenmotorischen Kraft, die dann zur Synthese von Adenosintriphosphat an der ATP-Synthase verwendet wird. Nebenbei wird am Komplex III auch Superoxid gebildet, welches zum oxidativen Stress in einer Zelle beiträgt.
Cytochrom b und b6 sind strukturell verwandt. Cytochrom b/b6 besitzt eine Länge von ungefähr 400 Aminosäuren und 8 Durchgänge der Membran. Das Cytochrom b6 (in Chloroplasten) besteht aus zwei Untereinheiten, petB und petD. Cytochrom b und b6 binden jeweils zwei Häm-Gruppen (b562 und b566) als Cofaktor. Vier Eisenionen werden von Histidinen in der Nähe des Häms gebunden und so am Häm stabilisiert.
Beim Menschen wurden verschiedene Gene für Cytochrom b beschrieben, darunter CYB5A in Mikrosomen, CYB5B in der äußeren mitochondrialen Membran, CYBASC3 (Ascorbinsäure-abhängig) und MT-CYB (von Mitochondrien codiert). Gendefekte in Cytochrom-b-Genen führen unter anderem zu Leberscher Optikusatrophie (LHON), zum Kearns-Sayre-Syndrom, zum MELAS-Syndrom, zu maternal-vererbtem Leigh-Syndrom, zu Trainingsintoleranz oder Cardiomyopathie. Nichtpathologische Genvarianten wurden beschrieben.

## Anwendungen
Cytochrom b ist ein relativ stark konserviertes Protein, weshalb im Zuge einer DNA-Analyse die Gene von Cytochrom-b zur Bestimmung der Verwandtschaftsgrade verschiedener Arten verwendet wird.